# Цвятко Бобошевскі
Цвятко Петров Бобошевскі (болг. Цвятко Петров Бобошевски 8 серпня 1884, Враца — 23 грудень 1952 Софія) — болгарський політичний діяч, регент Болгарії (1944–1946).

## Біографія
Народився в родині багатого торговця. До 5-го класу навчався в рідному місті, 6-й і 7-й класи з відзнакою закінчив у Софійській чоловічої гімназії. Вивчав право в Парижі, до 1923 був адвокатом у Враці. Був членом Народної партії, Об'єднаної народно-прогресивної партії.
Брав участь в підготовці і здійсненні перевороту 9 червня 1923 в результаті якого було повалено уряд Олександра Стамболійского. З 9 червня 1923 по 3 вересня 1924 — міністр торгівлі, промисловості та праці, з 3 вересня 1924 по 4 січня 1926 — міністр юстиції в уряді Олександра Цанкова . Під час Вересневого повстання 1923 організованого комуністами, домігся у міністрів, генералів Івана Русева і Івана Вилкова звільнення десяти замішаних в цих подіях інтелігентів з Враци; особисто доставив до міста відповідне розпорядження. Як урядовий комісар з відновлення Враци від великої пожежі 1923 допоміг місту подолати наслідки цього лиха. На його прохання цар Борис III направив в місто кращого в той час хірурга країни Александра Станишева з майже повним особовим складом медиків з Александрівської лікарні. У Врацу були відправлені велика кількість наметів для городян які втратили свої оселі, більше 5 тисяч кг хліба та інші продукти.
З 4 січня 1926 по 15 травня 1930 — міністр торгівлі, промисловості та праці в уряді Андрія Ляпчева . Входив до складу проурядової політичного об'єднання Демократичний союз і Конституційного блоку. З 1934 протягом деякого часу був головою Болгарського іпотечного банку.
Під час Другої світової війни займав антинімецьку позицію, протестував проти планів депортації болгарських євреїв в Німеччину, в 1943 приєднався до опозиційного Вітчизняного фронту. Після перевороту 9 вересня 1944 став одним з трьох регентів при малолітньому царі Симеоні II (разом з Венеліном Ганевим і Тодором Павловим), займав цей пост до ліквідації монархії (15 вересня 1946).
Помер в Софії. На його похоронах комуністичний уряд Вилко Червенков надав йому почесті як видному державному діячеві.